# Richfield (Ohio)
Richfield ist ein Village im Summit County, Ohio, Vereinigte Staaten. Es ist heute statistisch ein Teil des Akron-Metropolbereichs (Akron Metropolitan Statistical Area).

## Bevölkerung
Bei der Volkszählung im Jahr 2000 hatte Richfield 3286 Einwohner.

## Geographie und Verkehrsanbindung
Richfield liegt in einem weitgehend waldigen Gebiet, in dem die Felder von ausgedehnten Baumbeständen umgeben sind. Etwa drei Kilometer östlich von Richfield liegt das Tal des in Nord-Süd-Richtung verlaufenden Flüsschens Stanford Run. Die Gemeindefläche von Richfield ist 22,0 km² groß.
Das Dorf Richfield wie auch die Siedlungen des umgebenden Richfield Township – hier vor allem das etwa vier Kilometer südlich von Richfield Village liegende Broadview – sind schnell wachsende, ursprünglich landwirtschaftliche Gemeinden, die heute zum Teil einen vorstädtischen Charakter haben, weil sie etwa gleich weit von den nahen Innenstädten von Akron und Cleveland liegen.
Das Village liegt an der Ohio State Route 303, der West Streetsboro Road.
Von Broadview aus ist die Interstate 271 über den Interchange 9 erreichbar, und über den I-271 der Wechsel auf die in Nord-Süd-Richtung verlaufende I-77.
Im Richfield Township befindet sich eine Hauptniederlassung von Cisco Systems sowie das FedEx-Verteilungslager für das gesamte nordöstliche Ohio.

## Geschichte
Vor der Landnahme durch weiße Siedler war das Gebiet von den Völkern der Wyandotte und Ottawa bewohnt. Wie die anderen Townships des nordöstlichen Ohio war auch das von Richfield ehemals eines der ursprünglich auf dem Gebiet der vom Staat Connecticut Ende des 18. Jahrhunderts beanspruchten Connecticut Western Reserve gegründeten Townships. 1795 wurde das gesamte Land des Reserve von der Connecticut Land Company für eine Million Dollar gekauft, in kleine Einheiten aufgeteilt und weiterverkauft, obwohl offizielle Verträge mit den Indianern erst Anfang des 19. Jahrhunderts abgeschlossen wurden.
Das Gebiet des späteren Richfield Township wurde an eine Gruppe von sechs Investoren verkauft. Der Ort Richfield selbst wurde 1809 von Lancelot Mayes gegründet, der sich als erster Siedler hier niederließ. Die ursprünglichen indianischen Siedler verließen das Gebiet um 1815.
Zunächst gehörte das Gebiet zu Trumbull County, später zu Portage County und schließlich zu Medina County, bis das heutige Summit County 1840 gegründet wurde, in dem Richfield und sein Township heute noch liegen. Mehrere von John Browns Kinder wurden hier begraben. Sie starben wegen einer Pockenepidemie, als er in diesem Bereich lebte.
Der Comicautor Derf Backderf wurde 1959 in Richfield geboren. Er und der Serienmörder Jeffrey Dahmer besuchten die Revere Senior Highschool in Richfield (Abschlussjahrgang 1978).